# Bir Ali
Bir Ali (arapski: بير علي= Bir'Ali), je drevni gradić na obali Indijskog oceana na jugu Jemena, udaljen oko 140 km jugoistočno od glavnog pokrajinskog grada Ataqa, i oko 120 km od luke Mukalla. Bir Ali nalazi se u muhafazi Šabvi, na magistralnoj cesti; Ataq - Al Baida - Azzan - Habban - Bir Ali - Mukalla. Nekoć je tom rutom išao i važni karavanski Put tamjana iz Omana za Sredozemlje, zbog tog je Bir Ali u prošlosti bio važna usputna postaja, no već odavno je izgubio to značenje. 
Današnji Bir Ali je mali ribarski gradić od 3000 stanovnika, brojnih dugih pješčanih plaža iza kojih se steru crna vulkanska brda. Klima u Bir Aliju je suha pustinjska, s ekstremno visokim ljetnim temperaturama koje dosežu i blizu 50 °C. 

## Povijest
Bir Ali je u prošlosti bio sjedište Vahidskog Vilajeta Bir Ali (od 1830. – 1962.). On je osnovan 1830. nakon što je stari Vahidski sultanat podijeljen u četiri sultanata; Vahidski sultanat Azzan, Vahidski Vilajet Bir Ali, Vahidski Sultanat Haban i Vahidski Sultanat Balhaf. Vahidski Vilajet Bir Ali potpisao je neformalni sporazum o zaštiti s Britanijom 1895. godine i tako postao dio Protektorata Aden. Vahidski Vilajet Bir Ali se 1961. godine udružio s Vahidskim Sultanatom Balhaf u novi zajednički Vahidski sultanat.
Vahidski Sultanat, ukinut je 1967. kad je osnovana Narodna Republika Južni Jemen, koja se ujedinila s Sjevernim Jemenom 22. svibnja 1990. u današnju državu Republiku Jemen.

## Gospodarstvo i život u Bir Aliju
Danas se malobrojni stanovnici Bir Alija bave ribarstvom i turizmom. U novije vrijeme izgrađen je terminal u luci do koje vodi naftovod od naftnih izvora kod Shabwe do Bir Alija u dužini od 209.3 km, kapaciteta 135,000 barela/dnevno. Od kako u susjednoj Somaliji bjesni građanski rat, brojne izbjeglice bježe malenim brodovima do Bir Alija, zbog toga je UNHCR izgradio izbjeglički kamp.

## Vanjske poveznice
- Fotografije iz Bir Alija na stranicama Jorgetutor
- Fotografije iz Bir Alija na stranicama Eternal Yemen - Places and photos, Bir Ali[neaktivna poveznica]